# 11829 Tuvikene
11829 Tuvikene este un asteroid din centura principală de asteroizi.

## Descriere
11829 Tuvikene este un asteroid din centura principală de asteroizi. A fost descoperit pe 4 martie 1984 la Observatorul La Silla de Henri Debehogne. Asteroidul prezintă o orbită caracterizată de o semiaxă mare de 2,28 ua, o excentricitate de 0,14 și o înclinație de 3,6° în raport cu ecliptica.